# Břvany
Břvany (deutsch Weberschan) ist eine Gemeinde in Tschechien. Sie liegt acht Kilometer nordwestlich von Louny und gehört zum Okres Louny.

## Geographie
Břvany befindet sich in den südwestlichen Ausläufern des Böhmischen Mittelgebirges. Das Dorf liegt rechtsseitig einer Flussschleife des Hrádecký potok an der Einmündung des Baches Jezeř. Nördlich erheben sich die Velká Volavka (Wolepschitzer Berg, 344 m) und der Písečný vrch (Zellberg, 318 m), im Nordosten der Milá (Millayer Berg, 510 m), östlich der Raná (Rannayer Berg, 457 m) und Lenešický chlum (Chlum, 297 m), im Südwesten der Břvanský vrch (Weberschaner Berg, 302 m) und nordwestlich der Jezeř (Gezer, 261 m). Südöstlich von Břvany liegt der Teich Lenešický rybník, im Westen das Umspannwerk Výškov.
Nachbarorte sind Bečov im Norden, Milá und Hrádek im Nordosten, Poustka und Lenešice im Südosten, Březno, Celnice und Postoloprty im Süden, Vrbka im Südosten, Výškov im Osten sowie Počerady und Volevčice im Nordwesten.

## Geschichte
Seit dem 12. bzw. 13. Jahrhundert besaß das Kloster Porta Apostolorum hier Güter und errichtete am Zellberg die Propstei Cella januae vitae. Diese wurde während der Hussitenkriege zerstört. An die westlich von Milá im Quellgebiet des Bečovský potok gelegene Propstei erinnern heute nur noch die Flurnamen Na Celách / An der Dreifaltigkeitskirche und der deutsche Name des Písečný vrch: Zellberg.
Die erste schriftliche Erwähnung von Brzwany erfolgte im Jahre 1436, als Kaiser Sigismund den Ort Beneš von Kolowrat zuschrieb. De facto befand sich das Dorf aber im Besitz der Stadt Louny, die 1420 die Klostergüter an sich gerissen hatte.
Im Dorf bestand eine Feste, die an der Stelle des Pfarrhauses lag. Als ihr Besitzer wurde 1444 Mikuláš Mnich von Kařez genannt. 1454 musste die Stadt Louny das Dorf herausgeben, da ihre Besitzansprüche keine Grundlage hatten. 1459 wurde Brzwany der Burgherrschaft Hněvín zugeschlagen. Die Krabitz von Weitmühl schlossen das ihnen als Pfand von der Böhmischen Krone übergebene Dorf 1514 an die Herrschaft Postelberg an. Am 10. Juni 1535 schenkte Ferdinand I. Sebastian Krabitz zu Weitmühl die Dörfer Wischkowa, Brzwany und Leneschitz. Aus einer 1543 angewandten Schreibweise webrzwanech (in Brzwany) entwickelte sich die deutsche Namensform Weberschan, die seit den 1670er Jahren als Ortsbezeichnung verwendet wurde. Beim Erbrezess zwischen Sebastians Sohn, Johann von Weitmühl, und den Söhnen des Christian von Weitmühl, Benesch und Johann Lorenz, erhielten diese 1559 die Herrschaft Postelberg.
Nach dem Tode Johann Lorenz von Weitmühls verkaufte dessen Witwe Elisabeth von Zierotin 1588 die Postelberger Herrschaft an Johann d. Ä. Czernin von und zu Chudenitz. Weberschan blieb bis zur Mitte des 19. Jahrhunderts immer zu Postelberg zugehörig. Weitere Besitzer waren ab 1614 Stephan Georg von Sternberg, ab 1637 Wenzel Michna von Vacínov, ab 1669 Georg Ludwig von Sinzendorf und ab 1692 die Herren zu Schwarzenberg. In den Jahren 1807 bis 1808 wurde der versumpfte Weberschaner Teich, an dessen Ufer das Dorf lag, trockengelegt.
Nach der Aufhebung der Patrimonialherrschaften bildete Weberschan /Brzvany ab 1850 eine politische Gemeinde im Bezirk Postelberg und nach dessen Aufhebung im Bezirk Saaz. 1872 nahm die Prag-Duxer Eisenbahn die Strecke Brüx-Chlumčany in Betrieb, die im Jahr darauf bis Prag und 1885 bis Moldau fortgeführt wurde. 700 m nördlich des Dorfes entstand am Abzweig einer Rübenbahn die Haltestelle Weberschan.
Das Dorf lag an der deutsch-tschechischen Sprachgrenze. Die Einwohnerschaft war gemischtsprachig, 1918 waren 60 % Deutsche. Mit dem zweigleisigen Ausbau der Eisenbahnstrecke entstand im Jahre 1914 an der Stelle des Bahnhaltes ein Bahnhof. 1924 wurde der tschechische Name in Břvany geändert. 1930 hatte die Gemeinde 695 Einwohner. Nach dem Münchner Abkommen wurde Weberschan dem Deutschen Reich zugeschlagen und gehörte bis 1945 zum Landkreis Saaz. Der Ort lag an der Grenze zur „Resttschechei“ und der Bahnhof wurde zum Grenzbahnhof. 1939 lebten in dem Ort 564 Menschen. Nach dem Ende des Zweiten Weltkrieges kam Břvany zur Tschechoslowakei zurück und die deutsche Bevölkerung wurde vertrieben. Seit 1947 gehört Břvany zum Okres Louny. Zwischen 1981 und 1990 war das Dorf nach Lenešice eingemeindet.
In Břvany befindet sich eine Mineralquelle. Das kohlensaure Wasser wird unter der Bezeichnung Praga abgefüllt.

## Gemeindegliederung
Für die Gemeinde Břvany sind keine Ortsteile ausgewiesen.

## Sehenswürdigkeiten
- Spätgotische Wehrkirche des hl. Martin, errichtet 1501
- Statue des hl. Johannes von Nepomuk, aus dem 18. Jahrhundert
- Statue des hl. Rochus, errichtet 1932 auf einem Sockel von 1811
- Bauernhöfe in Volksbauweise
- Břvanský vrch (Weberschaner Berg) mit den Basaltblöcken Kamenní mužíčci (Steinmännchen)